# Římskokatolická farnost Lukov
Římskokatolická farnost Lukov je územní společenství římských katolíků s farním kostelem svatého Josefa v děkanátu Vizovice. 

## Historie farnosti
Farní kostel byl postaven v letech 1810 – 1814.

## Duchovní správci
Farářem je od července 2014 R. D. Mgr. Jan Mach.

## Bohoslužby
| Kostel         | Místo | Bohoslužba (den)                    | Hodina            | Poznámka     |
| -------------- | ----- | ----------------------------------- | ----------------- | ------------ |
| svatého Josefa | Lukov | neděle pondělí středa čtvrtek pátek | 7.30, 10.30 18.00 | farní kostel |

## Aktivity ve farnosti
Farnost v srpnu 2016 pořádala kurs pro hráče na citeru. Cílem bylo oživit hru na tento zapomenutý hudební nástroj. V září 2017 farnost uspořádala již šestý ročník charitativního běhu na pomoc dívce, která trpí spinální atrofií.